# Margaret Hayes
Margaret Hayes (5 de diciembre de 1916 – 26 de enero de 1977) fue una actriz cinematográfica y televisiva de nacionalidad estadounidense. 

## Biografía
Su verdadero nombre era Florette Regina Ottenheimer, y nació en Baltimore, Maryland. A menudo aparecía en los títulos de crédito con el nombre de Maggie Hayes, y su trabajo más conocido quizás fue su papel como Lois Judby Hammond en el film Semilla de maldad (1955). Hayes también actuó en el papel de Dorothy Maguire Grevemberg junto a Keith Andes y Gene Evans en la película Damn Citizen (1958). 
Estuvo casada con un hombre apellidado Debusky en Baltimore, y tuvo un hijo, Nan, en 1937. Posteriormente se casó con el actor Leif Erickson en 1942, aunque se divorció al cabo de un mes. Se casó una tercera vez, en esta ocasión con el productor Herbert B. Swope Jr., en 1947, teniendo la pareja una hija, Tracy Brooks Swope, que también fue actriz. Ella y Swope se divorciaron en 1973.
Margaret Hayes falleció en 1977 en Miami Beach, Florida, a causa de un hepatocarcinoma y una hepatitis. Tenía 60 años de edad.